# GKB Wies - Gr. Florian
Az WIES - GR. FLORIAN egy szerkocsisgőzmozdony-sorozat volt a Graz–Köflacher Bahnnál (GKB), mely egy osztrák-magyar magánvasút-társaság volt.

## Története
A 13 mozdonyt 182 és 1873 között a StEG mozdonygyára szállította a GKB-nak John Haswell nagy feltűnést keltett ezzel a mozdonytípussal.  A tervezés jól átgondolt, egy nagy, a keret és a kerekek fülé nyúló tűztér továbbá egy, az  adott időben nagyon magasan elhelyezett kazán. A sorozat STAINZ-típusként ismert, mert a STAINZ melyet  kiállították a Bécsi Világkiállításon 1873-ban, nagy feltűnést keltett.
A Déli Vaspályatársaság, mely a GKB vonalait 1878-tól 1923-ig üzemeltette besorolta saját pályaszámrendszerében  a 24. sorozatba a 141-153 pályaszámok alá. Az I. világháborút követően az összes mozdony Jugoszláviába került  és 1922-ig selejtezték őket.

## Fordítás
- Ez a szócikk részben vagy egészben  a   GKB – Wies bis Gr. Florian című német Wikipédia-szócikk fordításán alapul.  Az eredeti cikk szerkesztőit annak laptörténete sorolja fel. Ez a jelzés csupán a megfogalmazás eredetét és a szerzői jogokat jelzi, nem szolgál a cikkben szereplő információk forrásmegjelöléseként. - Az eredeti szócikk forrásai szintén ott találhatóak.

## Külső hivatkozások
- A típus története számokban németül